# Tuna al-Djebel

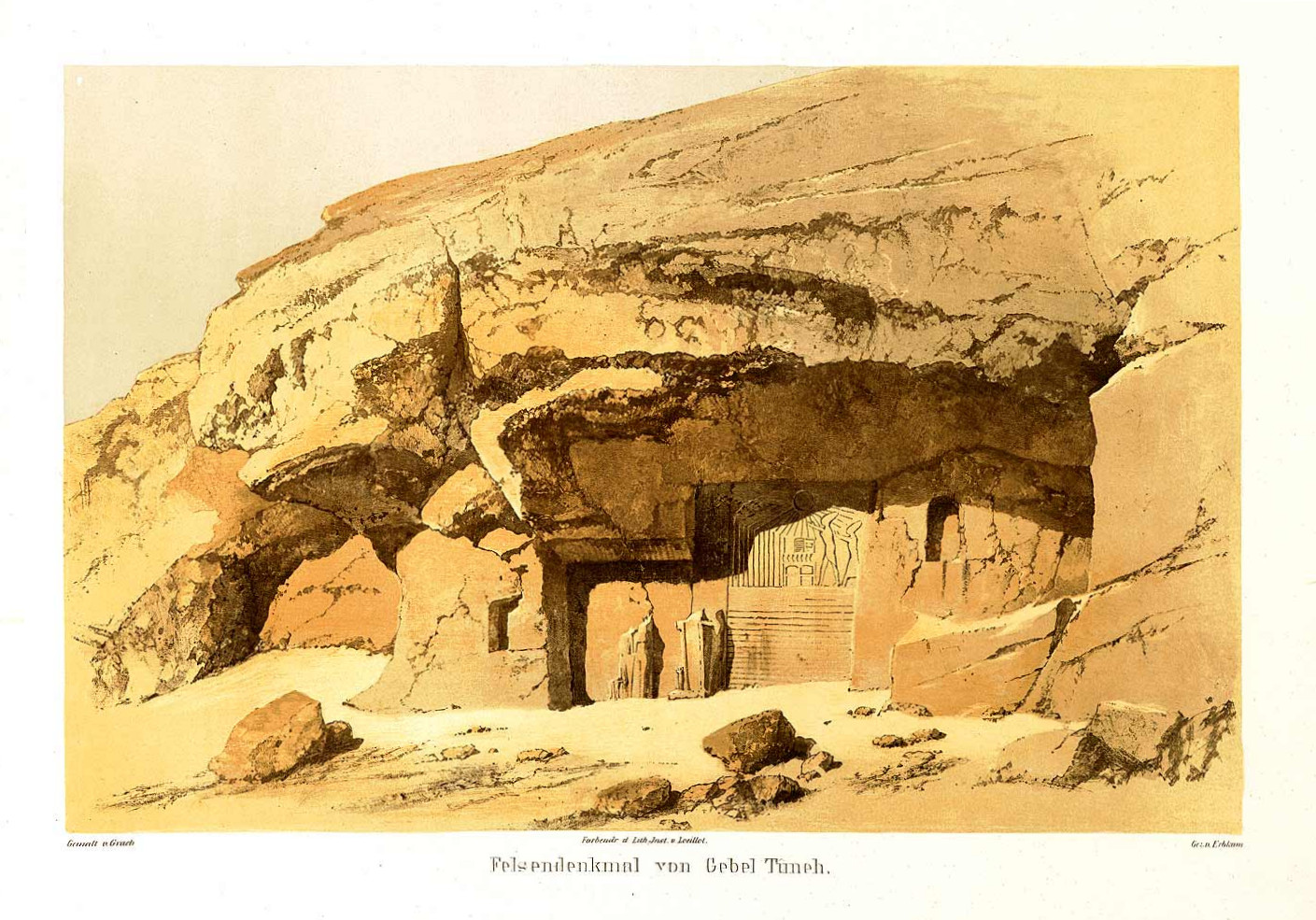
Estela dels límits A, Tuna al-Djebel (Lepsius)

Tuna al-Djebel o Tuna el-Gebel o Tuna al-Gebel fou la necròpoli d'Hermòpolis Magna o Khmun (situada a 5 km), a l'esquerra del riu Nil. A la regió es van produir enterraments entre el 2000 aC i el 200 dC. El cementiri ocupa uns 3 km². La part més moderna és al sud (Al-Fassagi). Les estructures i tombes més ben conservades són les del període grecoromà (algunes tombes tenien el seu temple o capella). Fou excavada per primer cop per Chassant el 1903-1904 i després per Weill el 1912.

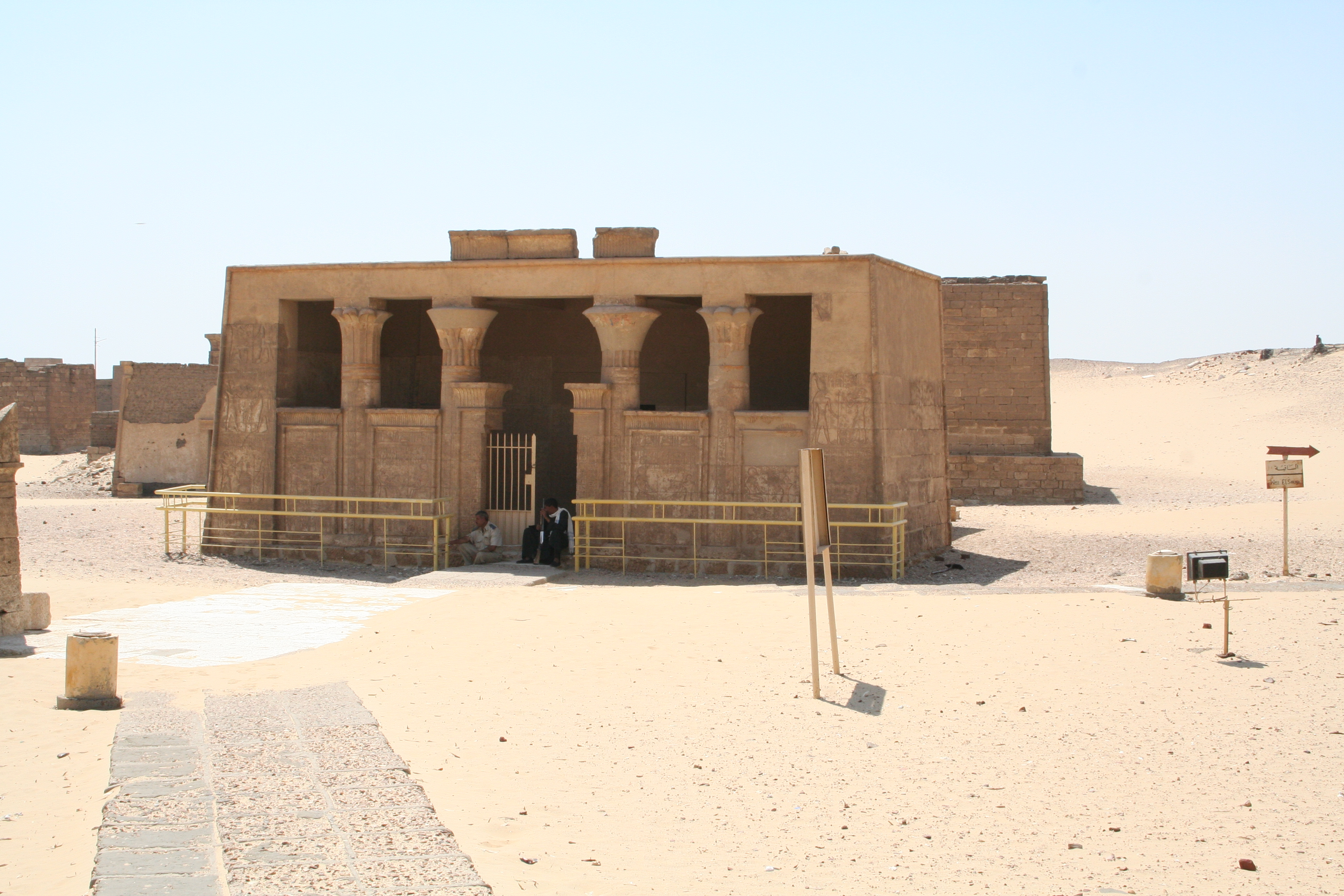
Tomba de Petosiris

La tomba de Petosiris, gran sacerdot de Thoth vers el 300 aC, és la tomba més important. Petosiris ('el do d'Osiris') va succeir al seu pare Sishou (o Es-Chou) i a son germà gran Zedthotefankh (o Gedthotefankh), com a gran sacerdot; a les seves funcions religioses unia la d'administrador del temple. La tomba té la forma d'un temple amb un pòrtic d'entrada i una capella darrera. Els enterraments es feien en cambres subterrànies. Les pintures de la vida diària combinen els estils grec i egipci. La capella està decorada amb portadors d'ofrenes; els texts a l'interior són importants i descriuen els treballs als temples d'Hermòpolis. El taüt de fusta es pot veure al Museu d'Antiguitats Egípcies del Caire.
Al sud de la tomba hi havia un cementiri grecoegipci del segle i dC amb tombes i cases mortuòries decorades amb una barreja d'estils grec i egipci; aquests tombes foren excavades per l'egipci Sami Gabra entre les dues guerres, i després hi han treballat equips britànics, alemanys i italians fins als anys 70.
La tomba d'Isadora, de vers el 150, ha cridat l'atenció. Isadora era una jove de la ciutat d'Hermòpolis molt estimada per la seva bellesa i bondat, que es va enamorar d'un noi d'Antinoòpolis (avui Sheikh Ibada); el seu pare va desaprovar la relació; un dia, quan creuava el riu Nil per anar a veure el seu nuvi, va naufragar i es va ofegar; el pare es va negar a pagar l'enterrament i fou el nuvi qui va pagar, però per fer-ho es va haver de vendre ell mateix com a esclau; a la seva dedicatòria el pare assimila la seva filla a una dea. La mòmia d'Isadora encara és al lloc.
Al sud-est de l'anterior hi ha la tomba d'Èdip, decorada amb escenes grecotebanes (avui al Museu del Caire).

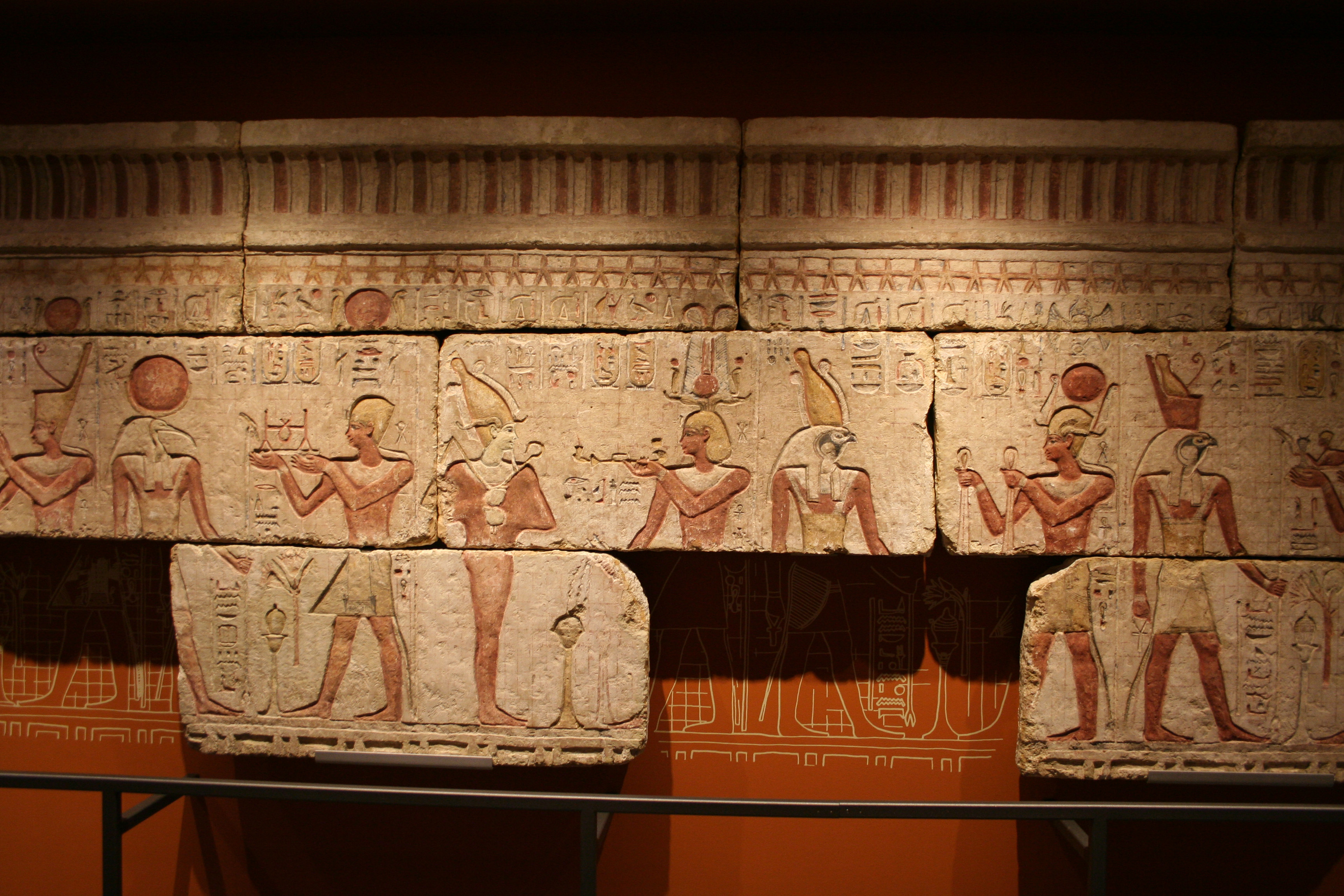
Relleus del temple de Ptolemeu I (Museu d'Hildesheim)

Segueixen moltes altres tombes, quasi totes obertes al públic.
Una mica al sud hi ha una gran cisterna d'aigua de construcció romana, que proveïa d'aigua la regió en temps dels romans.
Molt prop de les tombes, girant vers el nord, hi ha tres necròpolis subterrànies d'animals sagrats que inclouen un babuí amb sarcòfag, que fou dedicat al déu Thoth. Són anomenades les "catacumbes sagrades de Thoth", i són un altre element destacat, ja que són bastant inhabituals a Egipte. Contenen un temple d'època ptolemaica (Alexandre IV) i a la part de les cambres s'han trobat pots, estàtues de bronze, mòmies i altres objectes que en general es troben al Museu de Mallawi. Destaquen els papirs arameus del període d'ocupació persa (segle v) a dins unes gerres trobades a les catacumbes.
A uns 2 km hi ha l'estela que marcava els límits de la ciutat d'Akhet-Aten (Tell al-Amarna) on la família del faraó (i aquest mateix) està dibuixada en diverses posicions en una capella excavada a la roca trobada pel jesuïta Claude Sicard el 1714.
Més excavacions a la necròpoli s'han produït fins als anys noranta sota l'impuls de Zahi Hawass. Restes de rajoles romanes i d'una església s'han trobat en un lloc anomenat Nazlet Tuna.
Creuant el riu, una vall deserta anomenada Wadi al-Nakhla, porta al sud-est a uns turons de pedra on també hi ha unes tombes tallades a la roca, coneguts com a Deir al-Bersha. I no gaire lluny la necròpoli d'Al-Sheikh Said.